# 中国龙工
中国龙工控股有限公司，即中国龙工（港交所：3339），是中国大陆最大的工程机械制造商之一，1993年成立，公司经营主业为轮式装载机、振动式压路机、挖掘机、叉车等整机产品及其零部件的研发、制造。是集科、工、贸于一体的大型企业集团，业务涉及工程机械制造、国际贸易等领域。目前集团在上海、福建、江西、河南拥有多家子公司。

## 子公司
中国龙工控股有限公司

龙工（福建）机械有限公司

龙工（上海）机械制造有限公司

龙工（上海）桥箱有限公司

福建龙岩龙工机械配件有限公司

海克力斯（上海）液压机械有限公司

龙工（江西）机械有限公司

龙工（上海）机械部件有限公司

龙工（上海）挖掘机制造有限公司

河南龙工机械制造有限公司

龙工（上海）叉车有限公司

龙工（上海）路面机械制造有限公司

龙工（福建）桥箱有限公司

中国龙工控股有限公司国际市场销售总公司